# QED (テキストエディタ)
QEDは、Unixオペレーティングシステムのテキストエディタedやexの祖となったラインエディタである。

## 概要
SDS 940上のBerkeley Timesharing System向けとしてバトラー・ランプソンおよびL Peter Deutschにより開発された。実装は1965年から1966年にかけて、DeutschとDana Angluinが行った。名称は "quick editor" の略。テレタイプ端末での利用を念頭に設計されており、ビデオ表示端末では設計上考慮すべき点が大きく異なるため対応していなかった。
後にケン・トンプソンがQEDをCTSSに移植した。このCTSS版は正規表現を実装した点が特筆に値する。トンプソンはさらにMultics用にBCPL言語で移植。このMultics版はGE-600システムにも移植され、ベル研究所内のGECOSや（GEコンピュータ事業をハネウェルが取得後名前が変わった）GCOS上で1960年代末まで使われた。このGECOS/GCOS版は A. W. Winklehoff が書いたI/Oルーチン群を使っている。
QEDのマニュアルはベル研究所の社内用途としてデニス・リッチーとケン・トンプソンとブライアン・カーニハンが書いた。UNIXオペレーティングシステムの開発者であった彼らであるから当然のこと、QEDはUNIXの初期のテキストエディタであるedやsedに、さらにその派生であるexやsamなどに影響を与えた。
QEDの別バージョンとして、ウォータールー大学でハネウェルのシステム向けに Peter Fraser が書いたFRED (Friendly Editor) がある。Tom Duff、ロブ・パイク、Hugh Redelmeier、David Tilbrook が結成したトロント大学のチームはUNIXにQEDを移植している。David Tilbrook はQEFというツールセットにQEDを含めている。
ノルウェーのNorsk Dataのシステムでも、Nord TSS や SINTRAN III というOS上でQEDをエディタとして使用していた。